# Raffaella Carrà (álbum de 1976)
Raffaella Carrà es un álbum de la cantante. actriz y presentadora televisiva italiana Raffaella Carrà publicado por "Epic" y "CBS Sugar CGD" en 1976. Se trata del primer álbum publicado en la Argentina que incluyó diez de sus temas más exitosos en castellano, aunque la canción "E Mia Madre" aparece cantado en italiano. A su vez, la dirección artística del álbum es de Gianni Boncompagni. Algunos de los temas incluidos son "En el amor todo es empezar", "0303456", "Bobo Step" y "Male". También, la contratapa de dicho álbum incluye una breve biografía de la cantante.

## Canciones
Lado A:
- 1. "En el amor todo es empezar" ("A Far L'Amore Comincia Tu") (Pace/Bracardi/Figueroa) - 2:44
- 2. "Volveré" ("Tornerai") (Olivieri/Rastalfi/P. Vargas) - 4:12
- 3. "Rumores" ("Rumore") (Ferilli/Lo Vechio/J. Gonzáles) - 3:15
- 4. "Sciocco" ("Vida") (Gianni Boncompagni/Carmo) - 3:06
- 5. "Bobo Step" (C. Morgan/Gianni Boncompagni) - 3:34

Lado B:
- 1. "Male" (Gianni Boncompagni/Lo Vechio/Schapiro) - 3.52
- 2. "Fuerte, fuerte, fuerte" ("Forte, Forte, Forte") (Bracardi/Malgioglio/Carmo) - 3:43
- 3. "0303456" (Gianni Boncompagni) - 3:18
- 4. "E Mia Madre" (Vistarini/Cicco) - 4:57
- 5. "Felicidad Da Da" ("Felicitá Ta Ta") (Gianni Boncompagni/Verde/Ormi/Carmo) - 3:08

## Personal
- Raffaella Carrà: Voz líder.

- Gianni Boncompagni: Dirección Artística.